# Starks (Maine)
Starks ist eine Town im Somerset County des Bundesstaates Maine in den Vereinigten Staaten. Im Jahr 2020 lebten dort 593 Einwohner in 400 Haushalten auf einer Fläche von 83,22 km².

## Geographie
Nach dem United States Census Bureau hat Starks eine Gesamtfläche von 83,22 km², von der 81,82 km² Land sind und 1,40 km² aus Gewässern bestehen.

### Geographische Lage
Starks liegt im Südwesten des Somerset Countys und grenzt im Westen an das Franklin County. Der nordöstliche Teil der Town wird durch den Kennebec River begrenzt, in den der aus süden kommende Sandy River mündet, der die südöstliche Begrenzung des Gebietes bildet. Es gibt mehrere kleine Seen auf dem Gebiet der Town. Die Oberfläche ist leicht hügelig, der 214 m hohe Mount Hunger ist die höchste Erhebung in der Town.

### Nachbargemeinden
Alle Entfernungen sind als Luftlinien zwischen den offiziellen Koordinaten der Orte aus der Volkszählung 2010 angegeben.
- Norden: Anson, 11,1 km
- Nordosten: Madison, 15,8 km
- Osten: Norridgewock, 10,6 km
- Süden: Mercer, 10,9 km
- Südwesten: New Sharon, Franklin County, 10,6 km
- Nordwesten: Industry, Franklin County, 10,6 km

### Stadtgliederung
In Starks gibt es zwei Siedlungsgebiete: Starks und Witham Corner.

### Klima
Die mittlere Durchschnittstemperatur in Starks liegt zwischen −11,1 °C (12 °F) im Januar und 20,0 °C (68 °F) im Juli. Damit ist der Ort gegenüber dem langjährigen Mittel der USA um etwa 9 Grad kühler. Die Schneefälle zwischen Oktober und Mai liegen mit bis zu zweieinhalb Metern mehr als doppelt so hoch wie die mittlere Schneehöhe in den USA; die tägliche Sonnenscheindauer liegt am unteren Rand des Wertespektrums der USA.

## Geschichte
Im Jahr 1772 erreichte mit James Waugh, der gehört hatte, dass die New Plymouth Company als Besitzerin des Plymouth Claim, auch Kennebec Purchase, neuen Siedlern das Land zu günstigen Konditionen anbot, der erste Siedler das Gebiet. Begleitet von seinem Hund, erreichte er mit Rucksack und einer Waffe über den Kennebec River die Gegend. Im Bereich der Mündung des Sandy Rivers wählte er Land für eine Farm aus. Er holte im Jahr 1774 seine Familie nach und auch drei weitere Siedler, die sich mit ihnen in der Nachbarschaft niederließen. Im Jahr 1790 lebten bereits 327 Personen in der Gemeinde.
Die Town Starks wurde am 28. Februar 1795 organisiert und benannt nach John Stark, einem General, der unter anderem in der Schlacht von Bennington während des Amerikanischen Unabhängigkeitskrieges in der amerikanischen Kontinentalarmee diente. Zuvor war das Gebiet als Sandy River Plantation bekannt.
Teile des Gebietes wurden im Jahr 1822 an Industry abgegeben. In den Jahren 1835 und 1865 wurden weitere Teile an Mercer abgegeben und im Jahr 1907 an Norridgewock.

### Einwohnerentwicklung
| Volkszählungsergebnisse – Town of Starks, Maine | Volkszählungsergebnisse – Town of Starks, Maine | Volkszählungsergebnisse – Town of Starks, Maine | Volkszählungsergebnisse – Town of Starks, Maine | Volkszählungsergebnisse – Town of Starks, Maine | Volkszählungsergebnisse – Town of Starks, Maine | Volkszählungsergebnisse – Town of Starks, Maine | Volkszählungsergebnisse – Town of Starks, Maine | Volkszählungsergebnisse – Town of Starks, Maine | Volkszählungsergebnisse – Town of Starks, Maine | Volkszählungsergebnisse – Town of Starks, Maine |
| Jahr                                            | 1800                                            | 1810                                            | 1820                                            | 1830                                            | 1840                                            | 1850                                            | 1860                                            | 1870                                            | 1880                                            | 1890                                            |
| ----------------------------------------------- | ----------------------------------------------- | ----------------------------------------------- | ----------------------------------------------- | ----------------------------------------------- | ----------------------------------------------- | ----------------------------------------------- | ----------------------------------------------- | ----------------------------------------------- | ----------------------------------------------- | ----------------------------------------------- |
| Einwohner                                       | 502                                             | 828                                             | 1053                                            | 1471                                            | 1559                                            | 1446                                            | 1340                                            | 1083                                            | 929                                             | 766                                             |
| Jahr                                            | 1900                                            | 1910                                            | 1920                                            | 1930                                            | 1940                                            | 1950                                            | 1960                                            | 1970                                            | 1980                                            | 1990                                            |
| Einwohner                                       | 636                                             | 549                                             | 528                                             | 474                                             | 426                                             | 421                                             | 306                                             | 323                                             | 440                                             | 508                                             |
| Jahr                                            | 2000                                            | 2010                                            | 2020                                            | 2030                                            | 2040                                            | 2050                                            | 2060                                            | 2070                                            | 2080                                            | 2090                                            |
| Einwohner                                       | 578                                             | 640                                             | 593                                             |                                                 |                                                 |                                                 |                                                 |                                                 |                                                 |                                                 |

## Wirtschaft und Infrastruktur

### Verkehr
Durch verläuft in westöstlicher Richtung. Die Maine State Route 43. Von ihr zweigt in südliche Richtung die Maine State Route 134 ab.

### Öffentliche Einrichtungen
Es gibt keine medizinische Einrichtung in Starks. Die nächstgelegenen befinden sich in Madison, Skowhegan, Farmington und Waterville.
Starks besitzt keine eigene Bücherei, die nächstgelegene ist die Mercer Shaw Library und sie befindet sich in Mercer.

### Bildung
Starks gehört mit Chesterville, Farmington, Industry, New Sharon, New Vineyard, Temple, Vienna, Weld und Wilton zum Maine School Administrative District 9, dem Mt. Blue Regional School District.
Im Schulbezirk werden folgende Schulen angeboten:
- Gerald D. Cushing School in Wilton (Schulklassen Pre-K bis 1)
- Academy Hill School in Wilton (Schulklassen 2 bis 5)
- Cape Cod Hill School in New Sharon (Schulklassen Pre-K bis 5)
- W.G. Mallett School in Farmington (Schulklassen Pre-K bis 2)
- Cascade Brook School in Farmington (Schulklassen 3 bis 5)
- Mt. Blue High School in Farmington
- Mt. Blue Middle School in Farmington

## Persönlichkeiten

### Söhne und Töchter der Stadt
- Edwin F. Ladd (1859–1925), Politiker
- Cyrus R. Tupper (1860–1945), Politiker und Maine Attorney General